# Ceferino Bencomo
Ceferino Bencomo. (Caracas, 1 de outubro de 1970) é um treinador e ex-futebolista venezuelano que atuava como meia. Atualmente, está sem clube.

## Carreira

### Como jogador
Iniciou sua carreira profissional no Caracas, em 1988. Jogaria também uma temporada no Deportivo Itália (atualmente extinto) antes de regressar aos Rojos del Ávila em 1991. Bencomo seguiu atuando profissionalmente até 2003, quando se aposentou como jogador. Em sua carreira, foi 6 vezes campeão venezuelano e bicampeão da Copa Venezuela em 1993 e 1994.

### Como treinador
Após deixar os gramados, Bencomo virou auxiliar-técnico da equipe B do Caracas, função que exerceu por 2 temporadas antes de assumir o cargo de treinador do Sub-20 em 2006. 
Em março de 2010, assumiu o comando do time principal do Caracas, no lugar de Noel Sanvicente. Sob seu comando, os Rojos foram campeões nacionais ao final da temporada. O ex-meio-campista, que deixou a equipe em 2013, comandou ainda as equipes de base da Venezuela.

## Seleção Venezuelana
Bencomo, embora tivesse integrado o elenco da Seleção Venezuelana na Copa América de 1991, não entrou em campo em nenhum dos 4 jogos da Vinotinto na competição. No mesmo ano, realizou seu único jogo pela equipe.

## Títulos
Caracas
- Campeonato Venezuelano: 6 (1991–92, 1993–94, 1994–95, 1996–97, 2000–01 e 2002–03)
- Copa Venezuela: 2 (1993 e 1994)